# سعدآباد (ریگان)
سعدآباد، روستایی در دهستان سعدآباد بخش رحمت‌آباد شهرستان ریگان در استان کرمان ایران است. این روستا، مرکز دهستان سعدآباد است.

## جمعیت
بر پایه سرشماری عمومی نفوس و مسکن در سال ۱۳۹۵، جمعیت این روستا برابر با ۱٬۶۴۳ نفر (۵۰۲ خانوار) بوده است.